# La casa di Helen
La casa di Helen (House II: The Second Story) è un film del 1987 diretto da Ethan Wiley. La pellicola è il sequel di Chi è sepolto in quella casa? (House) che riprende il tema della casa stregata in chiave ancora più umoristica ma con nuovi personaggi e una nuova storia. Spesso viene erroneamente accomunato all'inesistente La casa 6 per sfruttare il marchio innescato dai due film di Sam Raimi.

## Trama
Jesse si trasferisce con la sua compagna Kate in un'antica residenza di famiglia chiamata "casa di Helen", il cui nome deriva dalla prima antenata che ci abitò. È qui che 25 anni prima il padre di Jesse fu assassinato da un essere demoniaco in cerca di un teschio. L'uomo indaga sul passato della famiglia e riporta in vita il trisnonno, che gli spiega che le fondamenta della casa sorgono su un tempio consacrato alla custodia di un teschio azteco, che possiede doti magiche, ed è proprio di questo che le forze del male vogliono impossessarsi. Nonostante la miriade di esseri che gli si proporranno davanti, Jesse riuscirà a proteggere la preziosa reliquia.

## Distribuzione
Il film è stato distribuito nelle sale cinematografiche italiane a partire dal mese di agosto del 1987.

### Data di uscita
Alcune date di uscita internazionali nel corso del 1987 sono state:
- 14 maggio 1987 in Germania (House II - Das Unerwartete)[4]
- 11 agosto 1987 in Italia[5]
- 28 agosto 1987 negli Stati Uniti (House II: The Second Story)[6]
- 28 agosto 1987 in Francia (House II: la deuxième histoire)[7]

### Edizioni home video
Nel Regno Unito il 27 marzo 2017 è stato distribuito dalla Arrow Video un cofanetto Blu-ray, in edizione limitata, contenente tutti e quattro i film di questa serie cinematografica intitolato "House: The Complete Collection".

## Produzione
Il film è stato girato nella curiosa Casa Stimson, magione spesso utilizzata da cinema e televisione ubicata al 2421 della Figueroa Street, nel quartiere di West Adams a Los Angeles in California (USA).

## Sequel
- La casa 7 (The Horror Show). Questo film è stato distribuito, in alcuni paesi, con il titolo House III e spacciato come terzo seguito di Chi è sepolto in quella casa? ma in realtà non ha nessuna connessione con la saga.
- House IV - Presenze impalpabili (House IV) conosciuto anche come Chi ha ucciso Roger? è l'unico sequel a riprendere la storia originale del primo capitolo ripresentando il personaggio di Roger Cobb.

La casa di Helen è, nelle intenzioni originarie dei produttori, il secondo film della serie House, iniziata nel 1986 con Chi è sepolto in quella casa? (House), mentre La casa 7 (The Horror Show) in alcuni paesi è stato distribuito come sequel di La casa di Helen (con il titolo House III), anche se non ha alcuna connessione con i film precedenti con i quali condivide solo la troupe. Nel 1992 è uscito House IV, noto in Italia anche come Chi ha ucciso Roger, l'unico tra i tre a riprendere la storia originale con Roger Cobb che muore in un incidente stradale e con la sua famiglia che va ad abitare nella casa stregata.
In Italia La casa di Helen è stato fatto passare come sesto capitolo della serie La casa di Sam Raimi, successivo ai tre seguiti apocrifi La casa 3 - Ghosthouse, La casa 4 e La casa 5. The Horror Show invece è stato distribuito come La casa 7. Il successivo capitolo della serie House non è stato collegato alla serie di Raimi ed è stato intitolato semplicemente House IV - Presenze impalpabili (noto anche come Chi ha ucciso Roger).